# David Smith (Fußballspieler, 1973)
David Alan Smith (* 2. Mai 1973 in Stockport) ist ein ehemaliger englischer Fußballspieler. Der Amateurfußballer kam im Oktober 1997 unter ungewöhnlichen Umständen zu einem Einsatz für die Doncaster Rovers in der Football League Third Division.

## Karriere
Die Doncaster Rovers erlebten in der Viertligasaison 1997/98 ein „surreal desaströses Jahr“. Unter dem kontroversen und exzentrischen Klubbesitzer Ken Richardson, der später wegen Anstiftung zur Brandstiftung am Vereinsstadion verurteilt wurde, erlebte der Klub einen finanziellen und sportlichen Niedergang. 
Anfang Oktober 1997 stand Doncasters Torhüter Gary Ingham als Teilzeitprofi für ein Spiel der Reservemannschaft bei Wigan Athletic nicht zur Verfügung und der General Manager und Interimstrainer des Klubs, Mark Weaver, holte von seinem vormaligen Klub Bramhall Smith für die Reservepartie zum Klub. Angeblich hatte Smith als Jugendlicher bei Stockport County gespielt, für den nahe Stockport gelegenen Amateurklub Bramhall spielte er normalerweise in der lokalen Mid-Cheshire League, teilweise auch als Feldspieler. Smith beeindruckte in der Partie gegen Wigan nach Weavers Erzählung mit einer Weltklasseparade und gegentorlos den Klubbesitzer Ken Richardson, was diesen dazu veranlasste, Smith auch in der ersten Mannschaft in der Football League Third Division aufbieten zu wollen. Richardson setzte sich gegen Bedenken durch und Smith wurde nur wenige Tage nach seinem Reserveauftritt bei einer 1:3-Niederlage im Heimspiel gegen Abstiegskonkurrent Brighton & Hove Albion aufgeboten. Doncaster stand zu diesem Zeitpunkt nach neun Ligapartien sieglos auf dem letzten Tabellenplatz.
Smith lebte in unmittelbarer Nachbarschaft zu Weaver und schnell ging während der Partie auf den Zuschauerrängen das Gerücht um, der Klub würde Weavers Nachbar aufstellen, das Erscheinungsbild des übergewichtigen Smith und seine Fähigkeiten, taten ihr übriges um für Unmut unter den Fans zu sorgen. Smith war dabei nicht der einzige Fußballer aus dem Amateurbereich in Doncasters Mannschaft. Gary Finley, Darren Brookes, Prince Moncrieffe wurden aus dem unterklassigen Amateurfußball verpflichtet und mit dem zur Halbzeit ausgewechselten Rod Thornley, der in der Partie ebenfalls seinen einzigen Auftritt in einer Profiliga hatte, spielte in der Offensive ein Fußballer aus der neuntklassigen North West Counties League. Bereits seit Wochen kam von den Rängen Beleidigungen in Richtung der Klubverantwortlichen, in der Halbzeitpause kam es zu einem Platzsturm und die Polizei riet Weaver und Richardson das Klubgelände aus Sicherheitsgründen vor Spielende zu verlassen. Im Anschluss an die Partie protestierten Fans vor der Haupttribüne gegen den Niedergang ihres Klubs. Nach der Partie wurde Doncaster wegen des „absichtlichen Aufstellens einer geschwächten Mannschaft“ an den Verband gemeldet. Für Smith blieb dies der einzige Auftritt für Doncaster, der Klub stieg am Saisonende als abgeschlagener Tabellenletzter in die Football Conference ab.